# Premios Olimpia
Los Premios Olimpia son los premios al deporte más importantes concedidos en Argentina. La entrega de los premios es organizada por el Círculo de Periodistas Deportivos de Buenos Aires.
Originalmente, el Premio Olimpia se entregaba al deportista más destacado del año. A partir de 1970, se entrega el Premio Olimpia de Oro al mejor deportista del año y un Premio Olimpia de Plata para el mejor deportista de cada disciplina (41). La primera entrega se realizó en 1954 y el automovilista Juan Manuel Fangio resultó premiado con el máximo galardón.
En el año 2000, se entregó un Olimpia de Platino a Diego Armando Maradona, como deportista del siglo XX. En 2010, se entregaron los Premios Olimpia del Bicentenario al mejor deportista de la historia de cada disciplina.

## Deportes premiados
En 2008 los premios Olimpia se entregaban en las siguientes disciplinas: ajedrez, atletismo, automovilismo, básquetbol, béisbol, billar, bolos, boxeo, canotaje, cestoball, ciclismo, equitación, esgrima, esquí, fútbol, futsal, gimnasia, golf, handball, hockey sobre césped, hockey sobre patines, judo, motociclismo, motonáutica, natación, pádel, patinaje, remo, pato, pelota vasca, polo, rugby, sóftbol, squash, taekwondo, tenis, tenis de mesa, tiro, turf, voleibol, levantamiento de pesas, lucha olímpica y vela.
El premio Olimpia en fútbol está considerado como la designación oficial del Futbolista Argentino del Año en el país, premio que se entrega considerando también a los jugadores argentinos que se desempeñan en otros países.

### La estatuilla
El premio es una estatuilla de metal de 37 centímetros diseñada por el escultor Mario Chiérico.

## Ganadores del Olimpia de oro
El primer Olimpia de oro fue entregado a Juan Manuel Fangio en 1954 en el estadio Luna Park. La primera mujer en recibirlo fue la tenista Norma Baylon en 1962, quien ese año se había destacado entre las mejores jugadoras del mundo.
El futbolista Lionel Messi es el máximo ganador del Olimpia de oro, tras haberlo obtenido en cuatro oportunidades (2011, 2021, 2022 y 2023). El boxeador Santos Benigno Laciar lo recibió tres veces y de forma consecutiva entre 1982 y 1984, cuando ganó y retuvo el título mundial de peso mosca. El tenista Guillermo Vilas también fue galardonado tres veces (1974, 1975 y 1977). Mientras que nueve deportistas recibieron dos veces el Olimpia de Oro: la tenista Gabriela Sabatini (en 1987 y 1988), el baloncestista Emanuel Ginóbili (2003 y 2004), el golfista Roberto de Vicenzo (1967 y 1970), el remero Alberto Demiddi (1969 y 1971), el futbolista Diego Maradona (1979 y 1986), las jugadoras de hockey sobre césped Cecilia Rognoni (2000 –en equipo– y 2002) y Luciana Aymar (2000 –en equipo– y 2010) y el tenista Juan Martín del Potro (2009 y 2016).
El Olimpia de oro ha sido compartido por más de un deportista en cuatro ocasiones. En 2004, por Emanuel Ginóbili y Carlos Tévez; en 2008, por los ciclistas Juan Curuchet y Walter Pérez; en 2023, por Lionel Messi y Belén Casetta y en 2024, por Emiliano Martínez y Franco Colapinto.
| Año  | Ganador                      | Deporte                       |
| ---- | ---------------------------- | ----------------------------- |
| 1954 | Juan Manuel Fangio           | Automovilismo                 |
| 1955 | Pascual Pérez                | Boxeo                         |
| 1956 | Jorge Bátiz                  | Ciclismo                      |
| 1957 | Pedro Dellacha               | Fútbol                        |
| 1958 | Osvaldo Suárez               | Atletismo (largas distancias) |
| 1959 | Luis Federico Thompson       | Boxeo                         |
| 1960 | Rodolfo Hossinger            | Vuelo sin motor               |
| 1961 | Luis Nicolao                 | Natación                      |
| 1962 | Norma Baylon                 | Tenis                         |
| 1963 | Juan Carlos Dyrzka           | Atletismo (400 metros)        |
| 1964 | Carlos Moratorio             | Equitación                    |
| 1965 | Bernardo Otaño               | Rugby                         |
| 1966 | Horacio Accavallo            | Boxeo                         |
| 1967 | Roberto de Vicenzo           | Golf                          |
| 1968 | Nicolino Locche              | Boxeo                         |
| 1969 | Alberto Demiddi              | Remo                          |
| 1970 | Roberto de Vicenzo           | Golf                          |
| 1971 | Alberto Demiddi              | Remo                          |
| 1972 | Carlos Monzón                | Boxeo                         |
| 1973 | Horacio Iglesias             | Natación                      |
| 1974 | Guillermo Vilas              | Tenis                         |
| 1975 | Guillermo Vilas              | Tenis                         |
| 1976 | Juan Carlos Harriott         | Polo                          |
| 1977 | Guillermo Vilas              | Tenis                         |
| 1978 | Daniel Martinazzo            | Hockey sobre patines          |
| 1979 | Diego Maradona               | Fútbol                        |
| 1980 | Sergio Víctor Palma          | Boxeo                         |
| 1981 | Marcelo Alexandre            | Ciclismo                      |
| 1982 | Santos Laciar                | Boxeo                         |
| 1983 | Santos Laciar                | Boxeo                         |
| 1984 | Santos Laciar                | Boxeo                         |
| 1985 | Hugo Porta                   | Rugby                         |
| 1986 | Diego Maradona               | Fútbol                        |
| 1987 | Gabriela Sabatini            | Tenis                         |
| 1988 | Gabriela Sabatini            | Tenis                         |
| 1989 | Eduardo Romero               | Golf                          |
| 1990 | Pedro Décima                 | Boxeo                         |
| 1991 | Oscar Ruggeri                | Fútbol                        |
| 1992 | Diego Degano                 | Natación                      |
| 1993 | Marcelo Milanesio            | Básquetbol                    |
| 1994 | Julio César Vásquez          | Boxeo                         |
| 1995 | Nora Vega                    | Patín                         |
| 1996 | Carlos Espínola              | Windsurf                      |
| 1997 | José Meolans                 | Natación                      |
| 1998 | Andrea González              | Patín                         |
| 1999 | Gonzalo Quesada              | Rugby                         |
| 2000 | Selección femenina de hockey | Hockey sobre césped           |
| 2001 | José Cóceres                 | Golf                          |
| 2002 | Cecilia Rognoni              | Hockey sobre césped           |
| 2003 | Emanuel Ginóbili             | Básquetbol                    |
| 2004 | Emanuel Ginóbili             | Básquetbol                    |
| 2004 | Carlos Tévez                 | Fútbol                        |
| 2005 | David Nalbandian             | Tenis                         |
| 2006 | Germán Chiaraviglio          | Atletismo                     |
| 2007 | Ángel Cabrera                | Golf                          |
| 2008 | Juan Curuchet                | Ciclismo                      |
| 2008 | Walter Pérez                 | Ciclismo                      |
| 2009 | Juan Martín Del Potro        | Tenis                         |
| 2010 | Luciana Aymar                | Hockey sobre césped           |
| 2011 | Lionel Messi                 | Fútbol                        |
| 2012 | Sergio Martínez              | Boxeo                         |
| 2013 | Marcos Maidana               | Boxeo                         |
| 2014 | Adolfo Cambiaso              | Polo                          |
| 2015 | Paula Pareto                 | Judo                          |
| 2016 | Juan Martín del Potro        | Tenis                         |
| 2017 | Delfina Pignatiello          | Natación                      |
| 2018 | Agustín Canapino             | Automovilismo                 |
| 2019 | Luis Scola                   | Básquetbol                    |
| 2020 | Diego Schwartzman            | Tenis                         |
| 2021 | Lionel Messi                 | Fútbol                        |
| 2022 | Lionel Messi                 | Fútbol                        |
| 2023 | Belén Casetta                | Atletismo                     |
| 2023 | Lionel Messi                 | Fútbol                        |
| 2024 | Emiliano Martínez            | Fútbol                        |
| 2024 | Franco Colapinto             | Automovilismo                 |

## Ganadores del Olimpia del Bicentenario
| Deportista               | Disciplina           |
| ------------------------ | -------------------- |
| Osvaldo Suárez           | Atletismo            |
| Juan Manuel Fangio       | Automovilismo        |
| Emanuel Ginóbili         | Básquetbol           |
| Carlos Monzón            | Boxeo                |
| Juan Curuchet            | Ciclismo             |
| Walter Pérez             | Ciclismo             |
| Carlos Moratorio         | Equitación           |
| Diego Maradona           | Fútbol               |
| Roberto de Vicenzo       | Golf                 |
| Luciana Aymar            | Hockey sobre césped  |
| Daniel Martinazzo        | Hockey sobre patines |
| Luis Alberto Nicolao     | Natación             |
| Nora Vega                | Patín                |
| Adolfo Cambiaso          | Polo                 |
| Alberto Demiddi          | Remo                 |
| Hugo Porta               | Rugby                |
| Guillermo Vilas          | Tenis                |
| Carlos Mauricio Espínola | Vela                 |

## Máximos ganadores del Olimpia de plata
| Deportista               | Cantidad | Disciplina          |
| ------------------------ | -------- | ------------------- |
| Guillermo Saucedo        | 3        | Esgrima             |
| Daniel Cámpora           | 4        | Ajedrez             |
| Rubén Felgaer            | 4        | Ajedrez             |
| Antonio Silio            | 5        | Atletismo           |
| Carlos Reutemann         | 5        | Automovilismo       |
| Miguel Cortijo           | 5        | Básquetbol          |
| Luis Scola               | 5        | Básquetbol          |
| Rolando Arnedo Benitez   | 2        | Béisbol             |
| Pablo Stortoni           | 2        | Béisbol             |
| Osvaldo Berardi          | 5        | Billar              |
| Fabián Oliveto           | 5        | Billar              |
| Néstor Arce              | 3        | Bochas              |
| Carlos Monzón            | 6        | Boxeo               |
| Javier Correa            | 8        | Canotaje            |
| Juan Curuchet            | 8        | Ciclismo            |
| Martín Mallo             | 6        | Equitación          |
| Alejandra Carbone        | 8        | Esgrima             |
| Lionel Messi             | 15       | Fútbol              |
| Romina Plataroti         | 5        | Gimnasia            |
| Federico Molinari        | 5        | Gimnasia            |
| Vicente Fernández        | 10       | Golf                |
| Eduardo Romero           | 10       | Golf                |
| Eric Gull                | 4        | Handball            |
| Luciana Aymar            | 7        | Hockey sobre césped |
| Paula Pareto             | 5        | Judo                |
| Daniel Iglesias          | 4        | Lucha               |
| Daniel Verník            | 1        | Lucha               |
| Sebastián Porto          | 12       | Motociclismo        |
| Daniel Scioli            | 7        | Motonáutica         |
| José Meolans             | 12       | Natación            |
| Fernando Belasteguín     | 11       | Pádel               |
| Andrea González          | 8        | Patín               |
| Martín Salaberry         | 10       | Pato                |
| Eduardo Ross             | 4        | Pelota              |
| Darío Lecman             | 5        | Pesas               |
| Adolfo Cambiaso          | 12       | Polo                |
| Ricardo Daniel Ibarra    | 8        | Remo                |
| Hugo Porta               | 6        | Rugby               |
| Lucas Mata Carabajal     | 4        | Sóftbol             |
| Federico Usandizaga      | 7        | Squash              |
| Sebastián Crismanich     | 4        | Taekwondo           |
| Vanina Sánchez Berón     | 4        | Taekwondo           |
| Gabriela Sabatini        | 11       | Tenis               |
| Liu Song                 | 14       | Tenis de mesa       |
| Daniel Felizia           | 6        | Tiro                |
| Pablo Falero             | 12       | Turf                |
| Carlos Mauricio Espínola | 6        | Vela                |
| Santiago Lange           | 6        | Vela                |
| Marcos Milinkovic        | 6        | Voleibol            |
| Oscar Strático           | 2        | Judo                |
| Santiago Elías           | 3        | Futsal              |
| María Sol Branz          | 2        | Vela                |
| Victoria Travascio       | 2        | Vela                |
| Rodolfo Tarraubella      | 2        | Tiro                |